# Фудбал: техника, методика, вежбе
Фудбал: техника, методика, вежбе је приручник објављен 1990. године, аутора Радивоја Радосава. Приручник је објавио Студио за издавачко-информатичке услуге Око из Новог Сада.

## О аутору
Радивој Радосав (1943) је некадашњи истакнути фудбалер Војводине и професор на новосадском Факултету за спорт и физичко васпитање. У периоду од 1961. до 1976. године био је професионални прволигашки играч, репрезентативац и интернационалац. Као стручњак, члан тренерских асоцијација и сарадник Завода за физичку културу Војводине и Југославенске фудбалске школе дуго година је био предавач на течајевима за домаће и стране тренере у фудбалу.

## Аутори илустратрација и фотографија
- Аутори цртежа у књизи су Ружица Бабец, Јован Бајић и Аранка Биндер.[3]
- Аутори фотографија у књизи су Боривој Миросављевић, Стеван Лазукић, Борислав Војновић, Милан Пејчић, Миладин Бандин, Павле Ђисалов, Јован Вајдл, Georges Raillart и J. P. Tassier.[3]

## О књизи
Књига Фудбал: техника, методика, вежбе је приручник намењен свима онима који се баве фудбалом. Намера аутора је била да пружи помоћ у обучавању и усавршавању елемената технике фудбала онима који се баве њиме. Текстови и материја која је дата у књизи је део искуства аутора у раду са тренерима, играчима разних категорија и студентима.
Осим описа техничких елемената и методског поступка за обучавање, дат је и велики број вежби које би могле да се користе у обради техничких елемената. Методски поступак и вежбе су проверене у пракси и могу да се користе за све узрасне категорије.
Велики избор вежби који је приказан у књизи, пружа тренерима могућност да их различито комбинују и да их примењују у различитим варијантама и у условима у којима раде.
Приручник комплексно третира питање технике фудбалске игре, на веома јасан и прецизан начин извршена је систематизација свих техника фудбалске игре, њихов опис и методски поступак за обуку и обучавање. Текст је обогаћен са више од 100 шема, цртежа и фотографија што омогућава потпун преглед свих савремених техника фудбала, методике рада и извођења вежби. Дат је даље и опис фудбала као спортске игре, затим селекција у фудбалу и принципи и методи рада у фудбалу.